# Miguel Hidalgo y Costilla
Miguel Gregorio Antonio Ignacio Hidalgo y Costilla Gallaga Mandarte y Villaseñor (Corralejo, Alcaldía Mayor de León y Zacatula, Reino de México, Nueva España, 8 de mayo de 1753-Chihuahua, Intendencia de Durango, 30 de julio de 1811), conocido como Miguel Hidalgo o El Cura Hidalgo, fue un sacerdote, académico y militar. En México se le considera el padre de la Patria.
Destacó iniciando la primera etapa de la Guerra de Independencia de México con un acto conocido en la historiografía mexicana como Grito de Dolores. Dirigió militar y políticamente la primera parte del movimiento independentista pero, tras una serie de derrotas, fue capturado el 21 de marzo de 1811, después de casi seis meses de iniciada la revuelta, y llevado prisionero a la ciudad de Chihuahua, fue juzgado y fusilado el 30 de julio del mismo año en Chihuahua.

## Aspecto físico
Se basan en un célebre retrato póstumo hecho por un artista que nunca lo vio en persona, pues hay una notable ausencia de retratos preexistentes a causa de la censura de su imagen durante la guerra de independencia.
Se trata del retrato de cuerpo completo hecho por Joaquín Ramírez, artista de la Academia de San Carlos nacido en la década de 1830. Se trata de su obra más destacada, hecha por encargo del emperador Maximiliano de México en 1865 para su galería de héroes.
Para la creación del retrato, Ramírez se basó en algunas fuentes contemporáneas, entre ellas una estatuilla de madera típicamente atribuida a Clemente Terrazas, supuesto compadre de Hidalgo, y que se dice que fue hecha cuando Hidalgo aún estaba vivo, aclamada posteriormente por periódicos como El Imparcial el 16 de septiembre de 1900, por ejemplo, como «el único retrato auténtico de Hidalgo que se conoce». Sin embargo, hay dudas respecto a la historia de la estatuilla, descrita por el historiador Gonzalo Obregón como «una de esas típicas imaginaciones del siglo XIX, tan fecundo en fantasías de este tipo», aunque él reconoce «el aire de verdad que el escultor —sea quien haya sido— supo imprimir en la fisonomía» y que «hay que reconocer que si no es el retrato auténtico de Hidalgo, es el que, gracias a su calidad artística, nos puede dar una imagen más exacta del Libertador».
Ramírez también se basó en datos ofrecidos por la hermana de Hidalgo, según redactó Manuel Francisco Álvarez, un estudiante de arquitectura que estudió en los mismos años que Ramírez, en 1909. Ciertamente, el retrato en cuestión muestra varias similitudes a la estatuilla, especialmente en la vestimenta y algunos otros detalles, aunque añadiendo referencias al Grito de Dolores. Su composición también es similar a la de un retrato hecho por Antonio Serrano en 1831 (que es, según el historiador Fausto Ramírez Rojas, el primer retrato al óleo de él con carácter histórico), que también lo representa en su estudio, aunque éste no muestra referencias explícitas al Grito de Dolores.
Actualmente existen muy pocos retratos de Hidalgo preexistentes. Esto se debe a que las autoridades de la Nueva España prohibieron la creación de cualquier representación de él e incluso que se hable de él públicamente, según el insurgente Pedro García, quien estuvo al servicio de Hidalgo desde que era niño. Dicha prohibición duró casi 10 años, y el Ejército Realista destruyó cualquier representación de él que pudieron encontrar, a pesar de intentos de hacer obras venerándolo desde inicios de la revolución. Hubo una ocasión en enero de 1811, por ejemplo, en la cual las autoridades se encontraron dentro de la vivienda del capitán José María García Obeso con un dibujo considerado por las autoridades virreinales como una «insolente efigie» de un monumento a Hidalgo a caballo vistiendo una toga y bonete con un banderín que decía «América». A causa de esta persecución, aún después de la Independencia fue difícil recuperar sus rasgos. Durante los primeros años del México independiente, las representaciones de Hidalgo eran principalmente imaginarias, mostrándolo de maneras distintas en cada retrato, algunos representándolo como un insurgente con rasgos similares a Agustín de Iturbide y a otros con rasgos semejantes.

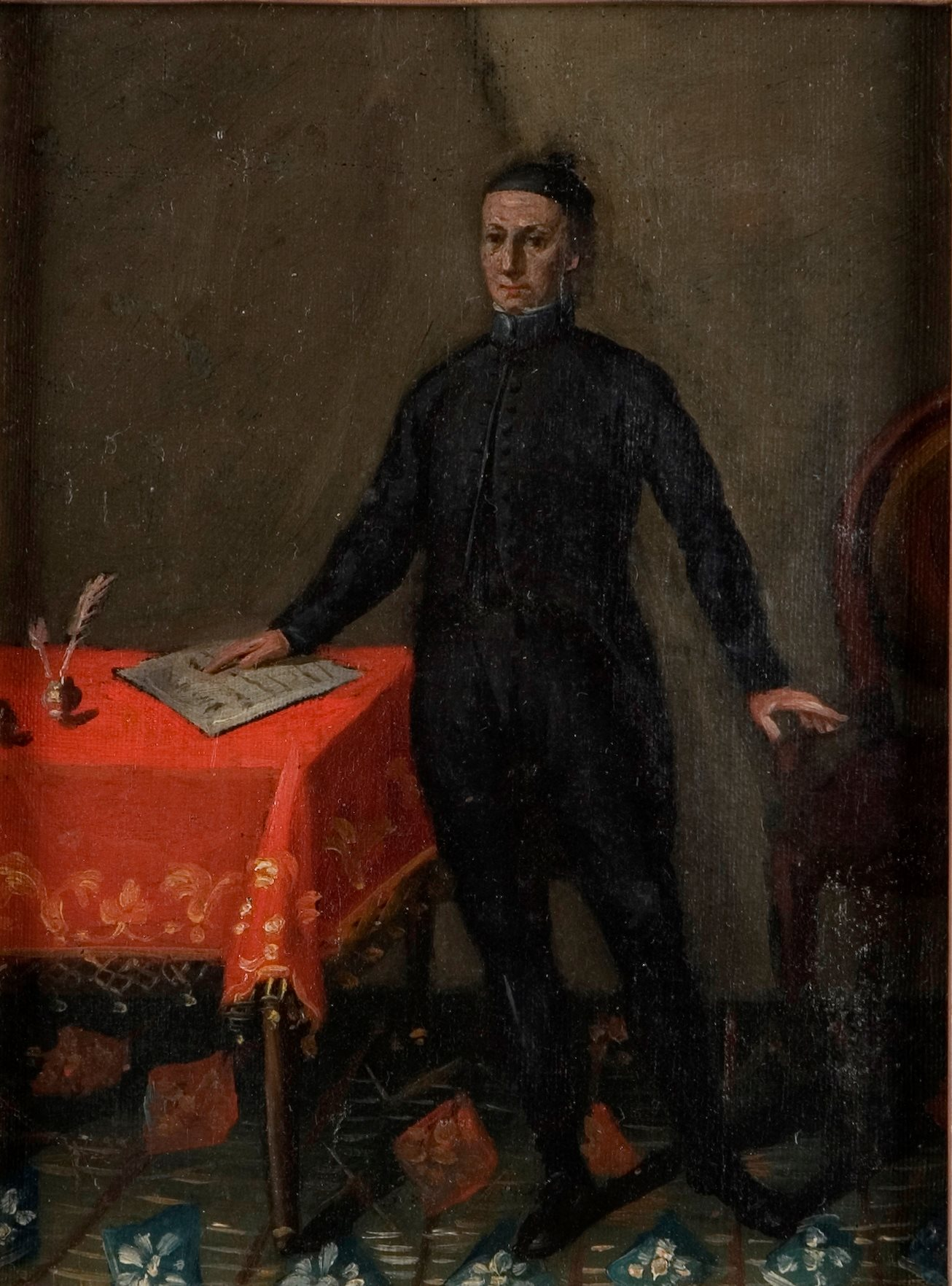
Retrato anónimo de un clérigo de fines del. A juzgar por algunos de sus detalles, se ha llegado a pensar que podría ser Hidalgo.

Lucas Alamán, quien vio el inicio de la revolución en Guanajuato y conoció personalmente a Hidalgo, redactó en su Historia de Méjico, en 1849, una descripción física y de su carácter al tiempo del inicio de la guerra de independencia:

Era de mediana estatura, cargado de espaldas, de color moreno y ojos verdes vivos, la cabeza algo caída sobre el pecho, bastante cano y calvo, como que pasaba ya de sesenta años, pero vigoroso, aunque no activo ni pronto en sus movimientos: de pocas palabras en el trato común, pero animado en la argumentación á estilo de colegio, cuando entraba en el calor de alguna disputa. Poco aliñado en su traje, no usaba otro que el que acostumbraban entonces los curas de pueblos pequeños. [...] Era este traje un capote de paño negro con un sombrero redondo y bastón grande, y un vestido de calzón corto, chupa y chaqueta de un género de lana que venía de China y se llamaba Rompecoche.

Existe un retrato en el Museo Nacional de Historia hecho a fines del siglo XVIII que representa un hombre de mediana edad con un traje y rasgos faciales similares a los que describe Alamán. A causa de ello, algunos creen que podría tratarse de un retrato auténtico de Hidalgo, que se habría hecho cuando era rector del Colegio de San Nicolás en Valladolid (actual Morelia, Michoacán). Sin embargo, historiadores como Gonzalo Obregón piensan que esta atribución se debe solamente a «una vaga semejanza entre retratos posteriores y la cara del personaje representado», pues aparte de estos pocos detalles no hay ninguna forma de confirmar que el hombre retratado es Hidalgo.

## Primeros años

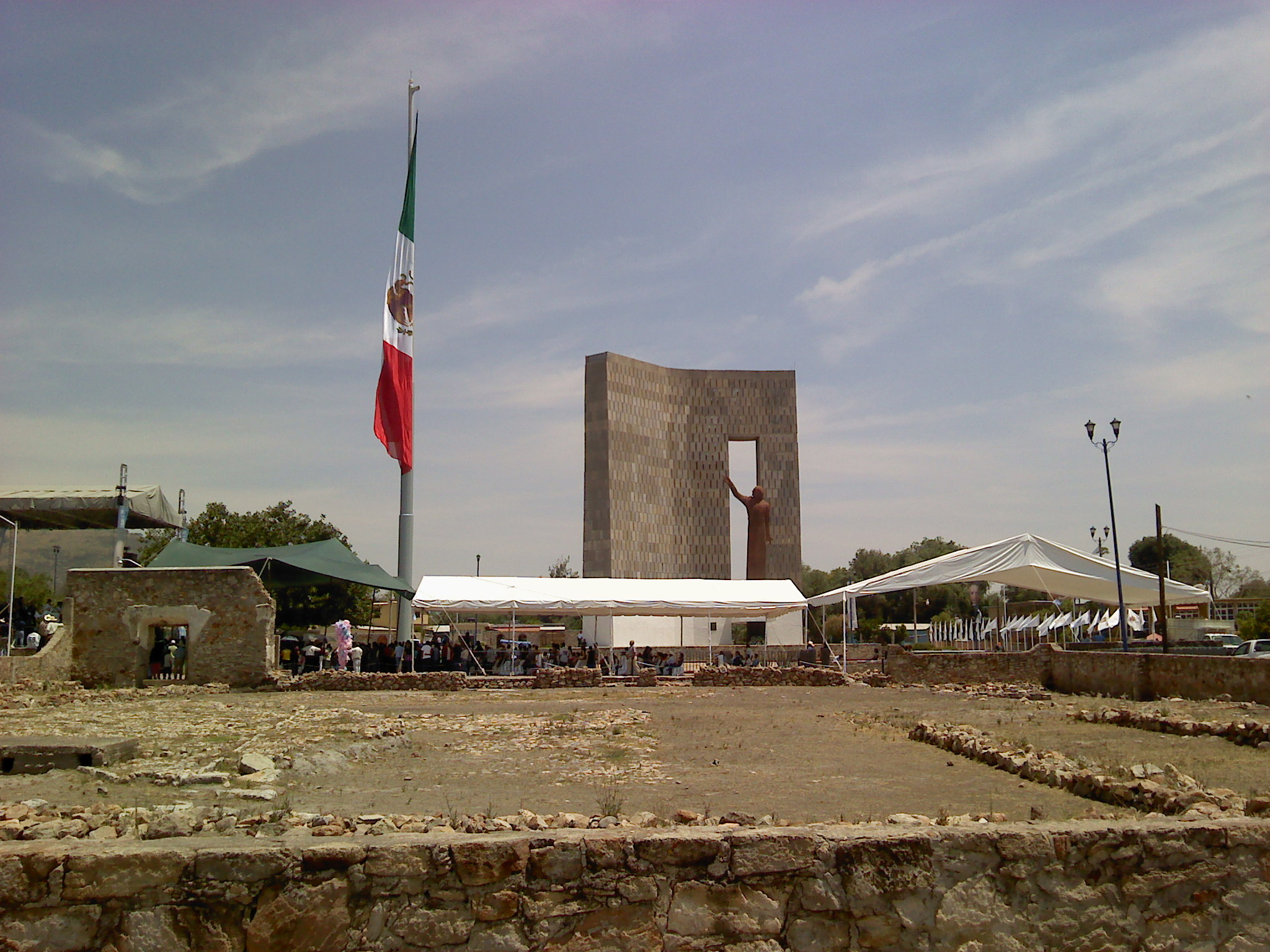
Lugar donde nació Hidalgo.

Nació en la Hacienda de San Diego Corralejo, perteneciente a la alcaldía mayor de León (anteriormente Obispado o Provincia de Michoacán), el 8 de mayo de 1753; fue el segundo de cuatro hijos del matrimonio formado por Cristóbal Hidalgo y Costilla, administrador de Corralejo, y Ana María Gallaga. Fue bautizado con el nombre de Miguel Gregorio Antonio Ignacio, en la capital de Cuitzeo de los Naranjos, hoy Abasolo, Guanajuato, el 16 de mayo de 1753.
En junio de 1765 Miguel Hidalgo junto a su hermano José Joaquín partió a estudiar al Colegio de San Nicolás Obispo, ubicado en Valladolid, capital de la provincia de Michoacán, posteriormente Intendencia de Valladolid. El colegio había sido fundado en 1547 por Antonio de Mendoza y Pacheco, primer virrey de Nueva España, quien entregó la universidad y el edificio donde se alojaba a los miembros de la Compañía de Jesús, que instituyeron cátedras de latín, derecho y estudios sacerdotales. Fue en esta casa donde los hermanos Hidalgo estudiaron hasta 1767.
El 25 de junio de 1767 los jesuitas fueron expulsados de los territorios del Imperio español por órdenes del rey de España Carlos III, y su ministro, el conde de Floridablanca. El colegio permaneció cerrado unos meses y en diciembre se reanudaron las clases.

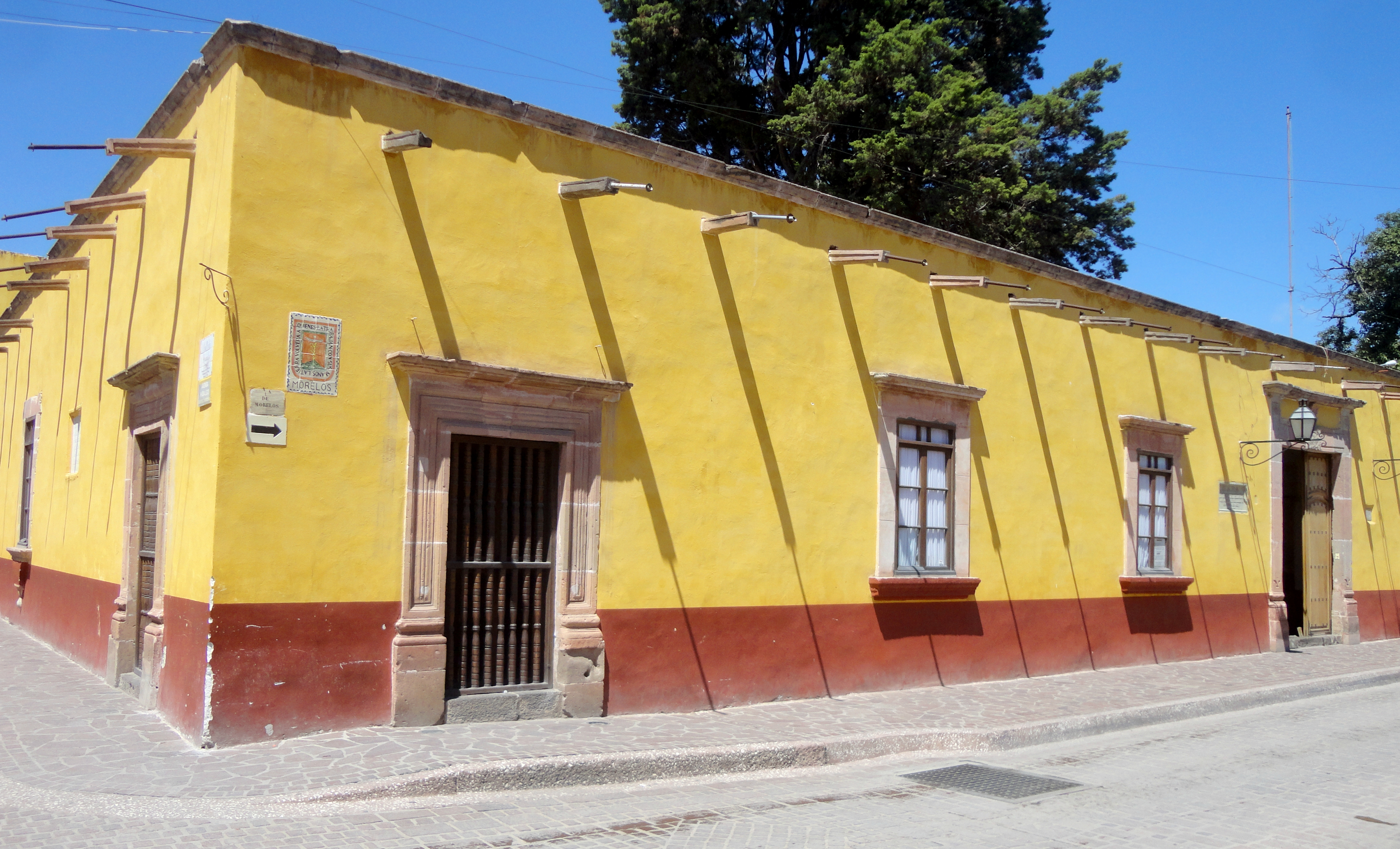
Casa de Hidalgo en Dolores, ahora un museo, construida en 1779 y en la que vivió a partir de 1804, tras un año de haberse trasladado a la ciudad. Fue el último lugar donde estuvo antes del Grito de Dolores, partiendo desde ahí hacia la Parroquia de Nuestra Señora de los Dolores junto con Ignacio Allende y Juan Aldama en la madrugada del 16 de septiembre de 1810.

En esta institución, Hidalgo estudió letras latinas, leyó a autores clásicos como Cicerón y Ovidio, y a otros como San Jerónimo y Virgilio. A los diecisiete años de edad ya era maestro en filosofía y teología, por lo que entre sus amigos y condiscípulos se ganó el apodo de El Zorro, por la astucia que mostraba en juegos intelectuales. Aprendió el idioma francés y leyó a Molière, autor a quien años más tarde representaría en las jornadas teatrales que él mismo organizaba siendo párroco de Dolores. Gracias al contacto que tuvo con los trabajadores de su hacienda en su infancia, la mayoría de ellos indígenas, Hidalgo aprendió muchas de las lenguas indígenas habladas en Nueva España, principalmente otomí, náhuatl y purépecha, ya que la zona de Pénjamo era una de las regiones con mayor diversidad de grupos indígenas y de contacto entre el mundo nativo y el español. Todos estos conocimientos permitieron a Miguel Hidalgo impartir clases de latín y filosofía a la vez que seguía sus estudios. Una vez que los culminó, trabajó en su alma mater desde 1782 a 1792, muchas veces como tesorero, otras como maestro y desde 1788 como rector.

## Antecedentes de la Guerra de independencia

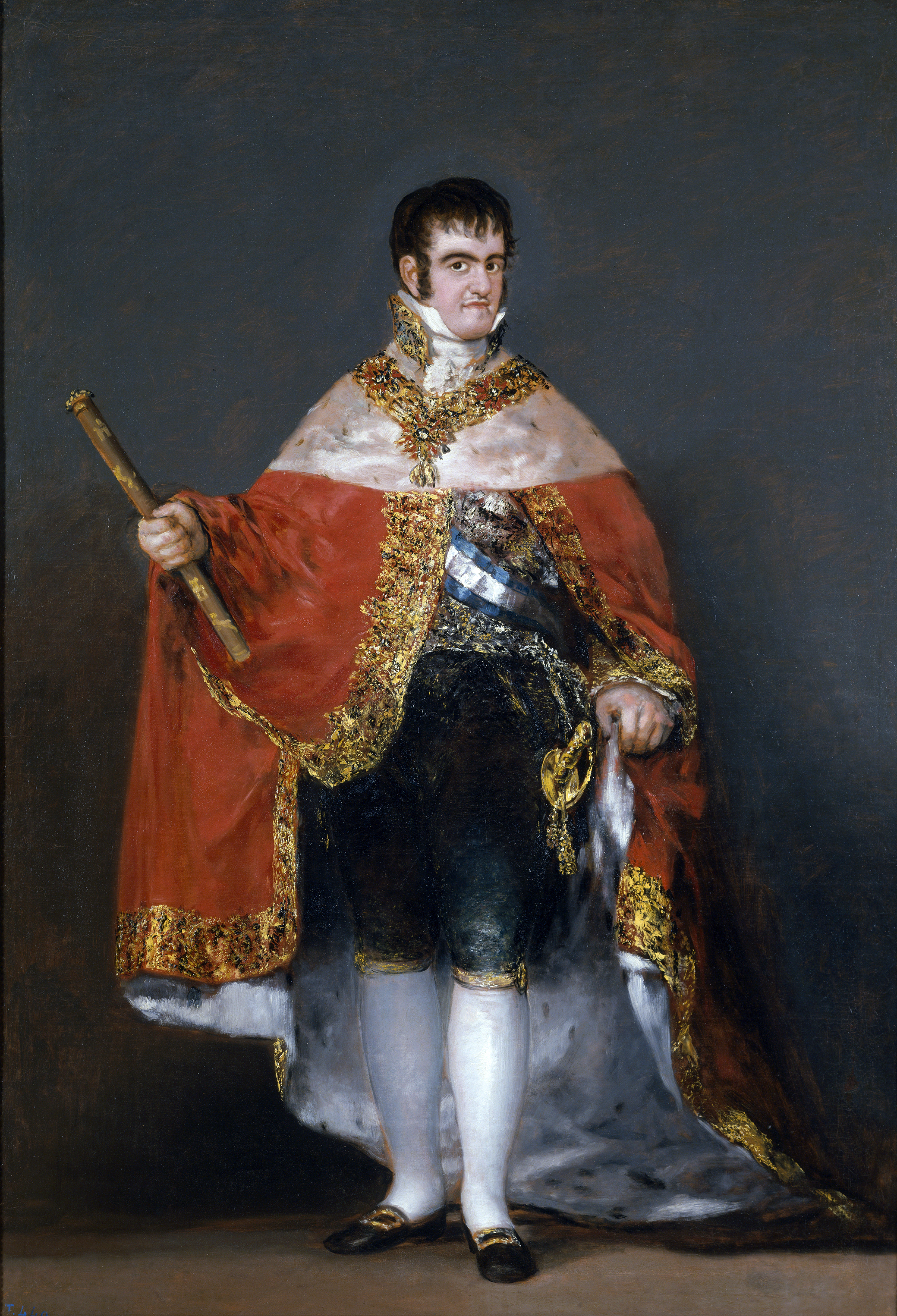
Fernando VII de España, cuya partida propició el inicio de la lucha encabezada por Hidalgo. Pintura de Francisco de Goya.

### Invasión francesa a España en 1808
La invasión francesa a España, en 1808, produjo en el virreinato la crisis política de 1808 en México, caracterizada por el derrocamiento del virrey José de Iturrigaray a manos de los españoles, seguido de la captura y ejecución de políticos afines a las ideas independentistas, como Francisco Primo de Verdad y Ramos y el fraile peruano Melchor de Talamantes. En lugar de Iturrigaray fue nombrado un militar alcalaíno, Pedro de Garibay, quien en mayo de 1809 fue sustituido por el arzobispo de México, Francisco Xavier de Lizana y Beaumont. En diciembre de ese mismo año se descubrió la Conjura de Valladolid, conspiración cuyo único fin era crear una junta que gobernara al virreinato en ausencia de Fernando VII, preso en Bayona. Los culpables fueron arrestados y sentenciados a muerte, pero el arzobispo virrey les perdonó la vida condenándoles a cadena perpetua, razón por la que Lizana fue destituido en abril de 1810 por la Junta de Sevilla. Como nuevo virrey fue designado un militar participante de la batalla de Bailén, el teniente coronel Francisco Xavier Venegas de Saavedra.
En 1808 se documentó en Dolores la llegada de un agente francés al servicio del general Moreau, enemigo de Napoleón. El agente dio su nombre como Octaviano D'Almíbar, dijo que estaba en misión rumbo a los Estados Unidos y en octubre del mismo año desapareció sin dejar huella alguna.
Cuando Andalucía cayó en manos de los franceses, en la primavera de 1810 toda España ya estaba en poder del ejército napoleónico. La arquidiócesis de Zaragoza, encargada de los asuntos religiosos en toda la metrópoli, ordenó a los párrocos de todo el imperio predicar en contra de Napoleón. Hidalgo siguió esta orden.

### La conspiración de Querétaro

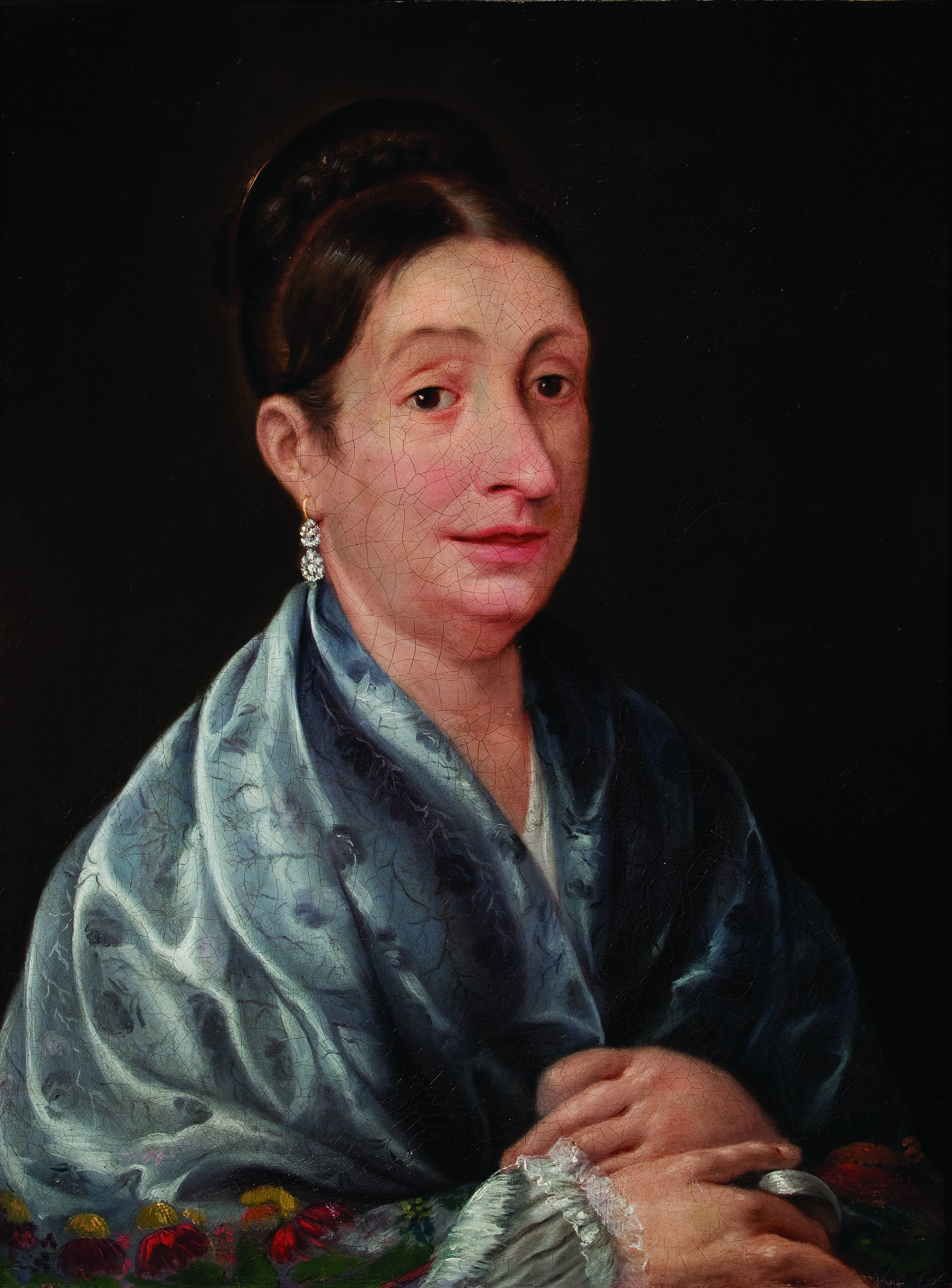
Josefa Ortiz de Domínguez, esposa del corregidor de Querétaro y promotora de la conspiración.

Mientras tanto, en Querétaro se gestaba una conspiración organizada por el corregidor Miguel Domínguez y su esposa Josefa Ortiz de Domínguez, y también participaban los militares Ignacio Allende, Juan Aldama y Mariano Abasolo. Allende se encargó de convencer a Hidalgo de unirse a su movimiento, ya que el cura de Dolores tenía amistad con personajes muy influyentes de todo el Bajío e incluso de la Nueva España, como Juan Antonio Riaño, intendente de Guanajuato, y Manuel Abad y Queipo, obispo de Michoacán. Por estas razones se consideraba que Hidalgo podría ser un buen dirigente del movimiento. 
Hidalgo aceptó, y se puso como fecha de inicio para el movimiento el 1 de diciembre, día de la Virgen de San Juan de los Lagos, donde muchos españoles se reunían a comerciar en una feria cercana a Querétaro. Allende propuso más tarde hacerlo el 2 de octubre, por cuestiones tácticas y militares.

## Inicio de la guerra de independencia
En la primera semana de septiembre arribó a Veracruz el virrey Francisco Xavier Venegas, quien de inmediato recibió información acerca de una conspiración contra el gobierno real español en México. El intendente de Guanajuato, Juan Antonio Riaño, ordenó al comandante de la plaza investigar sobre aquellos rumores, y el 11 de septiembre se realizó una redada en Querétaro cuyo fin era capturar a los responsables. Se logró arrestar a Epigmenio González y se giró orden de aprehensión en contra de Allende, que escapó a una población del Bajío.
Por medio del alcalde de Querétaro, Balleza, Doña Josefa fue informada de la captura de los Ibarra y se dispuso a prevenir a Hidalgo sobre el peligro que corrían. Pero antes de salir a Dolores fue encerrada en una habitación por su marido, para que no avisara a los conspiradores. Sin embargo, la corregidora pudo contactar con Allende a través de Balleza, para informar oportunamente a Hidalgo.

### El Grito de Dolores

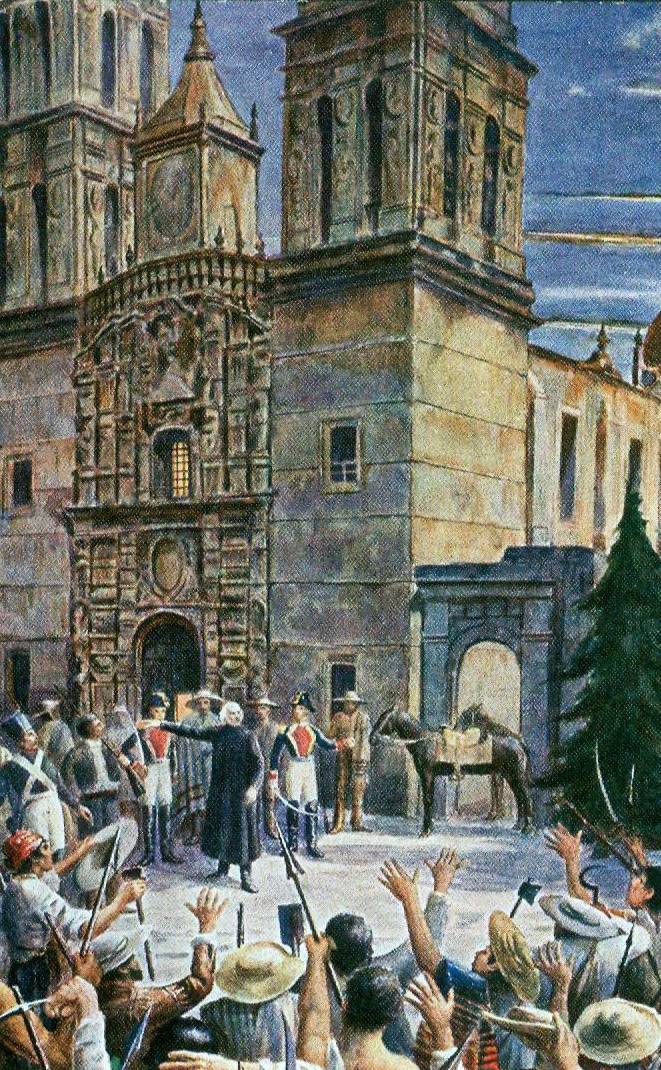
Lámina que representa el Grito de Dolores.

Allende, tras haber recibido noticias sobre la denuncia de la conspiración y la subsecuente captura de algunos de sus miembros, había abandonado el pueblo de San Miguel El Grande con rumbo a Dolores, llegando alrededor de las 6 de la tarde del jueves 13 de septiembre. Para ese momento, tanto Hidalgo como el capitán decidieron esperar hasta el viernes 14 para saber si tuvieron noticias con respecto a los eventos que se comenzaban a desarrollar. La noche del sábado 15, Aldama se encontraba asistiendo a un baile en casa de José Allende, hermano de Ignacio, cuando se enteró por boca del alcaide Ignacio Pérez, enviado por la corregidora, de que la conspiración había sido descubierta y sus arrestos eran inminentes; por lo que decidieron ambos enfilar rumbo hacia Dolores, llegando cerca de la madrugada a la casa parroquial para anunciarle tanto a Hidalgo como a Allende lo sucedido.
Ante esto, ambos militares despertaron a Hidalgo y le comunicaron las noticias, urgiéndole al clérigo a tomar providencias y huir cuanto antes a los Estados Unidos. Hidalgo, con el fin de calmarlos y planear con cuidado el rumbo a seguir, les invitó a tomar una taza de chocolate. Tras haber terminado con la bebida, Hidalgo mandó llamar a algunos de sus seguidores y pronunció lo siguiente: "¡Caballeros, somos perdidos! No nos queda más remedio que ir a coger gachupines". Desatendiendo las protestas de Aldama para pensar mejor las cosas, y viendo que se habían finalmente reunido en casa del párroco un total de 15 a 16 de sus seguidores, entre alfareros, artesanos y veladores, mandó a que estos reunieran armamento que tenían almacenado en sus talleres y se dirigió a la prisión del pueblo para liberar a un total de 50 reos. Después de eso, se dirigieron a los cuarteles del Regimiento de la Reina, de donde tomaron espadas y algunos miembros se les unieron con su armamento, para luego dividirse entre Hidalgo y Allende para reunir y arrestar a todos los españoles del pueblo. Finalmente, a las 5 de la mañana, Hidalgo ordenó al campanero que llamase a la misa que se debía de oficiar a esa hora, usando la campana de la parroquia. Reunida buena parte de la población en el atrio de la iglesia, Hidalgo lanzó el ya famoso Grito de Dolores, comenzando formalmente la guerra de Independencia.
Cabe destacar que, debido a la falta de testigos de primera mano, no se saben las palabras exactas ni el orden específico con el que acontecieron los sucesos. Sin embargo, las versiones más probables (debido a su antigüedad) son las siguientes:

¡Viva la religión católica!, ¡viva Fernando VII!, ¡viva la patria y reine por siempre en este continente americano nuestra sagrada patrona la santísima Virgen de Guadalupe!, ¡muera el mal gobierno!
¡Viva nuestra madre santísima de Guadalupe!, ¡viva Fernando VII y muera el mal gobierno!
¡Viva la América!, ¡viva Fernando VII!, ¡viva la religión y mueran los gachupines!
Respectivamente (de izquierda a derecha): Manuel Abad y Queipo (1810), Diego de Bringas (1810) y Anónimo (1810). Versiones recopiladas por Ernesto Lemoine Villicaña

### Primeros momentos de la insurgencia
Para las 7 de la mañana, Hidalgo partió del pueblo de Dolores con un total de 600 personas y enfiló primero con rumbo al santuario de Atotonilco, donde tras merendar con el capellán de la sacristía de aquél lugar, tomó un cuadro de la Virgen de Guadalupe, el cual colocó en una lanza a modo de estandarte, para enarbolarlo como símbolo de la insurgencia. Acto seguido, el creciente ejército insurgente, que ya contaba con 1200 personas, marchó con rumbo a San Miguel El Grande, entrando finalmente al pueblo a eso de las 7 de la tarde de aquél día. Fue durante su estancia en este pueblo que varios acontecimientos de importancia sucedieron: primero, se incorporó la gran mayoría de las tropas del Regimiento de la Reina al movimiento; segundo, se procedió a la captura y prisión de todos los españoles que se encontraban en el lugar; y tercero, comenzaron a gestarse las primeras rencillas entre Hidalgo y Allende. Esto debido a que el militar sanmiguelense se encargó de sofocar severamente varios intentos del populacho por realizar saqueos y desmanes; acto que Hidalgo censuró arguyendo que permitiéndoles esas acciones era la única forma de asegurar su incorporación al movimiento. A lo que Allende contestó diciendo que solamente se podría asegurar el triunfo con tropa reglada, llegando incluso a amenazar al cura de tomar caminos separados si no se tomaba en cuenta sus ideas. Ese momento de tensión quedó disipado cuando finalmente Hidalgo accedió a arengar a la gente para que obrara sin excesos y reconocía a Allende como el encargado de llevar la organización de la tropa y las campañas militares.
Tras dejar organizado el nuevo gobierno en aquel poblado y asegurar la cantidad de 80,000 pesos para los gastos del movimiento, el ejército insurgente partió con rumbo a Chamacuero el 19 de septiembre por la mañana; después de llegar al poblado, arrestar a los españoles del lugar, y adquirir más adeptos a la causa, siguieron el rumbo hasta llegar en la noche a la hacienda de Santa Rita, en las cercanías de la ciudad de Celaya. Desde ahí, Hidalgo y Allende redactaron una intimación a la ciudad en la que ofrecían garantías a todos los españoles que se entregasen voluntariamente ante los insurgentes, de lo contrario, se les trataría con todo el rigor de la guerra; al mismo tiempo, los insurgentes amenazaban con matar a 78 peninsulares que llevaban consigo como rehenes. Las pocas autoridades que quedaban accedieron a los términos y el día 20 de septiembre, Celaya abrió sus puertas al ejército insurgente, que ya contaba con un total de 4100 personas, con Hidalgo a la cabeza portando el famoso estandarte. El día 21, se pasó lista al creciente número de tropas y se procedió a darle cierta organización; y sería durante ese momento, en medio del aclamo general, en que los jefes principales del movimiento serían elevados a los siguientes cargos: Hidalgo, capitán general y Protector de la Nación; Allende, teniente general; y Aldama, mariscal de campo.
Tras haber celebrado una previa junta de guerra, los insurgentes decidieron marchar a Guanajuato, ciudad que se encontraba relativamente desprotegida en comparación con la ciudad de Querétaro, que ya se encontraba prevenida sobre los movimientos de Hidalgo y que además ya había capturado a varios de sus seguidores, esperando poderlos utilizar como rehenes ante el posible avance insurgente. El día 23 de septiembre salieron de Celaya con rumbo a Irapuato, pasando por la villa de Salamanca del 24 al 25 de septiembre. En todo ese tiempo, Hidalgo siguió enviando comisiones a varios colaboradores para extender la insurrección por toda la región. Los insurgentes entraron a Irapuato, en medio de una jubilosa recepción, la tarde del 25, con un ejército que ya había aumentado a más de 9000 hombres, y para el 27 de septiembre, cuando partió con rumbo a la ciudad de Guanajuato, los insurgentes se habían enterado de que la villa de León también se había pronunciado en favor del movimiento.

### Toma de la Alhóndiga de Granaditas

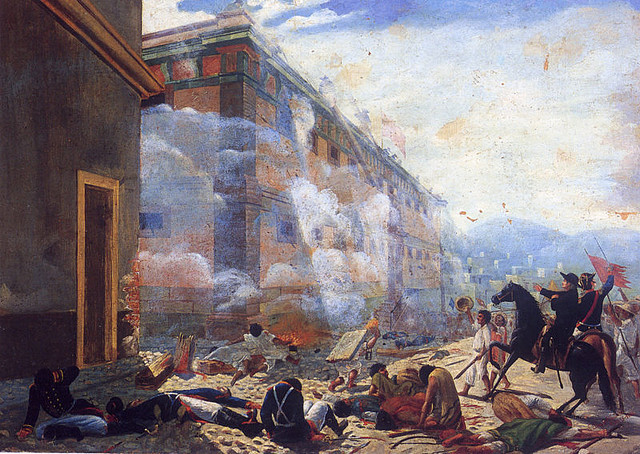
Combate en la Alhóndiga de Granaditas. Óleo sobre tela, José Díaz del Castillo, 1910.

Al amanecer del viernes 27 de septiembre, Hidalgo y sus tropas, que ya ascendían a un total de 15 000, abandonaron Irapuato y llegaron a la hacienda de Burras, por el rumbo de Marfil, a pocos kilómetros de Guanajuato. Desde ahí, los insurgentes se enteraron de que la ciudad estaba enterada del inicio de la insurrección desde el día 18 de septiembre y que, al enterarse las autoridades de la ciudad de que no recibirían ningún tipo de auxilio desde algunas de las ciudades más importantes del virreinato como México, Valladolid, San Luis Potosí, Querétaro o Guadalajara, el intendente de Guanajuato, el viejo amigo de Hidalgo, Juan Antonio Riaño, comenzó a hacer acopio de provisiones y efectivos en la alhóndiga de Granaditas desde la noche del 24 de septiembre. Después de eso, el 25 de septiembre, Riaño invitó a los europeos y criollos notables de la ciudad a que se refugiasen en aquella gran fortaleza. Del mismo modo se enteró Hidalgo que Riaño apenas contaba con 400 soldados y unos 200 civiles armados. Hidalgo recibió toda esa información por parte del recién incorporado Mariano Jiménez, exalumno del Colegio de Minería y director de La Valenciana.
El día 28 de septiembre, antes del inicio de la batalla, y consciente de la delicada situación en la que se encontraba su antiguo amigo, Hidalgo envió dos cartas a Riaño. En la primera, el párroco hacía constatar al intendente de que su ejército ascendía a más de 50 000 hombres y que si no accedían a la rendición de la ciudad, entonces aplicaría todas las medidas necesarias contra la misma, sin dar esperanza de cuartel. Mientras tanto, en la segunda letra, de índole más personal, Hidalgo reconoce que si bien se batiría contra Riaño en calidad de enemigos, estaba dispuesto a ofrecer garantías de protección a su esposa e hijos.
Tras recibir la respuesta oficial de Riaño, en que se negaba a entregar la plaza y a reconocer a Hidalgo como capitán general de la insurgencia, este ordenó a Allende dar inicio al ataque y apoderarse de la ciudad de Guanajuato. En un principio, avanzó por la ciudad hasta capturar el Cuartel de Caballería sin encontrar mucha resistencia, dado que la mayoría del pueblo bajo se pasó al lado de los insurgentes. Sin embargo, en punto de las 12 del día, comenzaron las primeras hostilidades para apoderarse de la alhóndiga. Tras varias horas de combate, al notar que la mayor parte de las fuerzas enemigas se estaba concentrando en una de las trincheras principales, quiso el intendente salir a reforzar aquél punto; sin embargo, recibió un balazo de fusil sobre el ojo izquierdo, matándolo al instante. Aquello provocó pánico entre los defensores y en medio de la confusión, el licenciado Manuel Pérez Valdés, quien legalmente debía ser considerado como el sustituto de Riaño, quiso ponerse al mando de la situación e intentar negociar con los rebeldes, sin embargo, el mayor Diego Berzábal, alegando que en ese momento de crisis, debía de cargar con toda la responsabilidad de la defensa, exigió continuar con la lucha. Lo que provocó una crisis de mando entre los defensores de la alhóndiga que no les permitió coordinarse con eficiencia. En medio de todo el caos, uno de los asistentes de Riaño intentó asomarse por una de las ventanas del edificio y ondear una bandera blanca, haciendo que los insurgentes cesaran su ataque, pensando que habían triunfado. Sin embargo, el asistente fue descubierto, ejecutado, y los defensores del edificio reiniciaron el ataque, matando a los que se habían acercado a la fortaleza. 
Alrededor de las 4 de la tarde, varios miembros de la muchedumbre que se unieron a los insurgentes habían saqueado una tienda que se encontraba cerca de la alhóndiga y extraído de ella varias rajas de ocote y aceite, con las cuales comenzaron a prender fuego a la puerta de la gran bodega. Por su parte otros tantos jornaleros que trabajaban en las minas y se habían unido al movimiento, estando entre ellos el legendario Pípila, Juan José de los Reyes Martínez, se habían colocado lozas de piedra amarradas sobre sus espaldas para luego acercarse al portón con teas encendidas, para posteriormente untarla con brea y prenderle fuego, pudiendo finalmente la furibunda hueste insurgente entrar al edificio y matar a cuanta persona se encontraba dentro. Hacia las 5 de la tarde, la población se había rendido al saqueo general de la ciudad, misma que se prolongó toda la noche y dos días más. Hidalgo y sus tropas se dedicaron a recoger la mayor cantidad posible de caudales y materiales para continuar con los esfuerzos bélicos; sin embargo, la falta de disciplina imperante en esos momentos sólo les permitió reunir la modesta cantidad de 8000 pesos en reales y un total de 32 barras de plata, dado que todo lo demás se había perdido a manos de los indios y demás plebe de la ciudad que estaba más enfocada en tomar lo más que pudieran. Finalmente, tras muchos esfuerzos, para el día 30 de septiembre los saqueos pudieron finalmente ser controlados y al día siguiente, el 1 de octubre, las autoridades que quedaban en la ciudad reconocieron a Hidalgo como jefe indiscutible de la insurgencia. Luego de dejar asignado un nuevo gobierno afín al movimiento, Hidalgo y su ejército salieron de la ciudad con rumbo a Valladolid el 8 de octubre.
La conquista de Guanajuato y sus consecuencias volvieron de nuevo a provocar tensión entre Hidalgo y Allende, quien nunca pudo perdonarle al cura todos los excesos que, en su pensamiento, permitió deliberadamente. Sin embargo, la toma de la ciudad minera mostró de forma evidente cuan precaria autoridad y poco control sostenían los caudillos ante grandes muchedumbres desorganizadas; mismas que, si bien podían ser útiles debido a sus altos números, también entorpecían el avance del movimiento a otras zonas. Por si fuera poco, las acciones cometidas por los insurgentes en aquella población, además de las noticias sobre el arresto y prisión de españoles, y la confiscación de sus bienes, terminaría afectando a largo plazo el prestigio de la causa.

### Valladolid y Toluca en poder insurgente
Valladolid, capital de Michoacán y una de las ciudades más influyentes del virreinato, fue el siguiente objetivo de Hidalgo y su tropa, quienes salieron de la ciudad de Guanajuato el 3 de octubre, y a los pocos días se dio parte en la capital de la intendencia michoacana. Todos los acaudalados, principalmente españoles, comenzaron a huir semanas antes de la toma de la ciudad, sobre todo por el conocimiento del pillaje que había realizado el ejército cuando tomaron Guanajuato. El 17 de octubre Hidalgo entró a la ciudad con su tropa y tomó 400 000 pesos de la catedral para la causa insurgente. Para el 20 de octubre se unió a Ignacio López Rayón en Tlalpujahua, y más tarde, ese mismo día, habló con José María Morelos, en Charo. Este sacerdote, otrora exalumno suyo, pidió permiso para luchar, y a la postre se convertiría en el sucesor de Hidalgo al frente de la lucha al serle encomendado levantar en armas la costa del sur. Toluca cayó en poder de los insurgentes el 25 de octubre y en la capital se rumoraba que un avance de los insurgentes era inevitable.

### Batalla del Monte de las Cruces
En la mañana del 30 de octubre, Torcuato Trujillo enfrentó a los insurgentes en la batalla del Monte de las Cruces, acción en la que los realistas, inferiores en número de soldados, fueron derrotados por más de 80,000 insurgentes, quienes sin embargo perdieron gran número de efectivos. 

### Retirada de la Ciudad de México

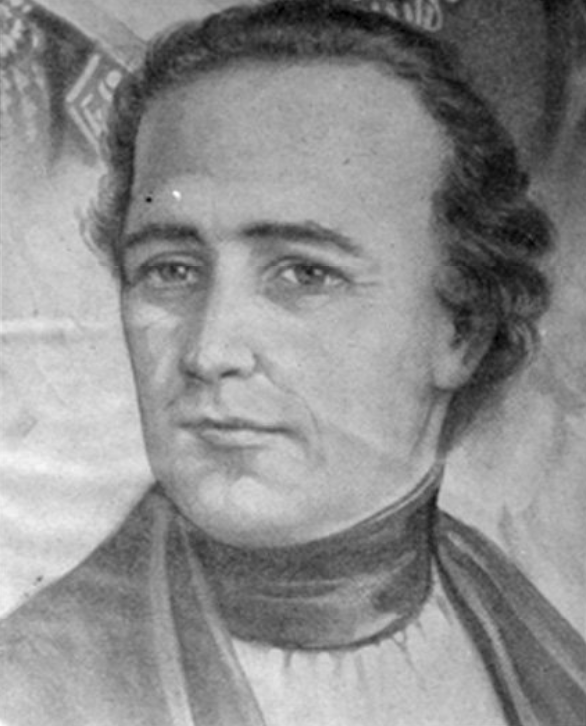
José Mariano Jiménez, uno de los dos comisionados de Hidalgo para hablar con Venegas.

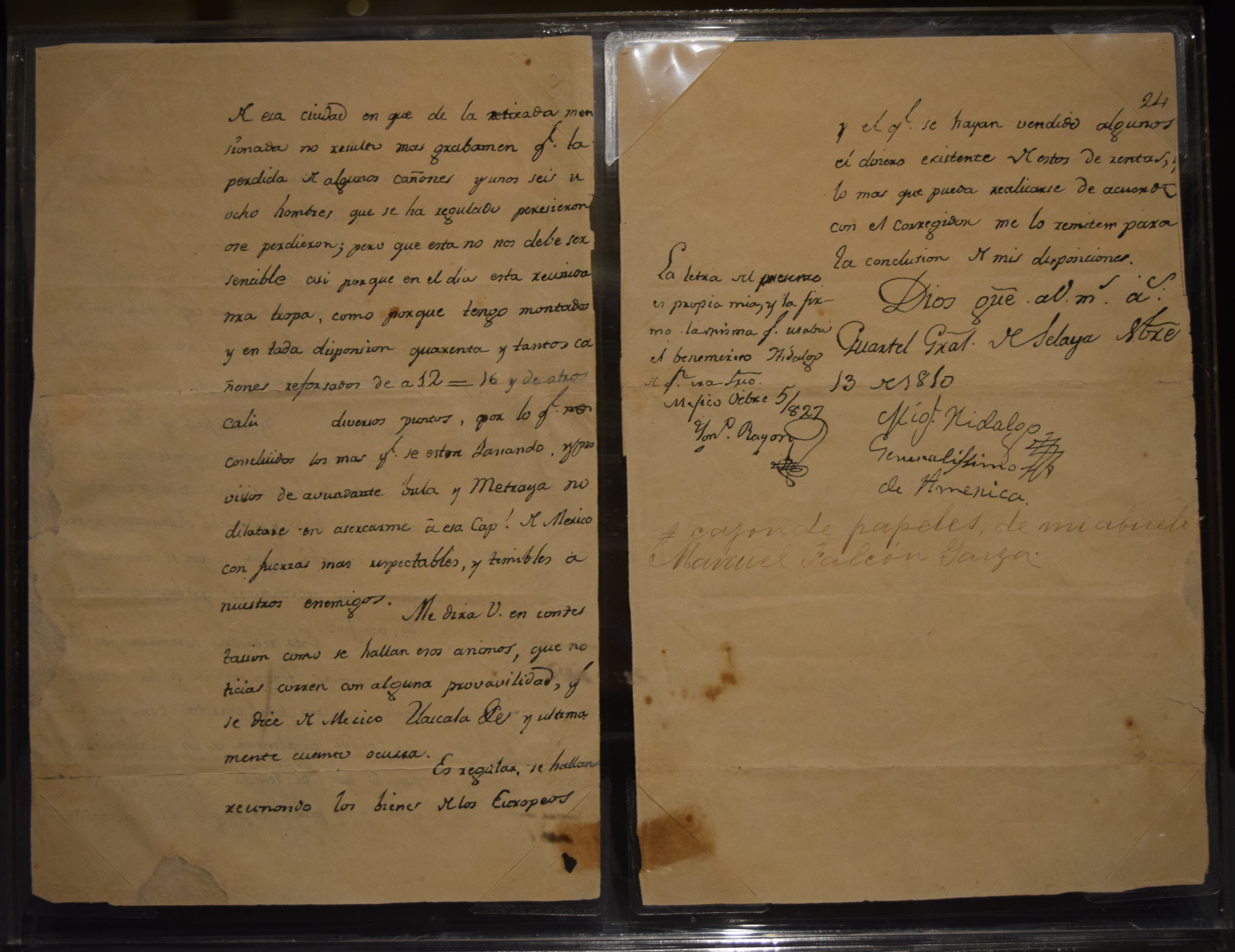
Misiva que da la explicación de evitar el ataque a la Ciudad de México. Cuartel General de Celaya, Guanajuato, México. 13 de noviembre de 1810.

El paso siguiente dentro del plan militar era la toma de la Ciudad de México.  El virrey Francisco Xavier Venegas se puso al frente de las pocas cosas que resguardaban la ciudad —ubicadas en los paseos de Bucareli y de la Piedad y en Chapultepec—. La proximidad de las tropas de Hidalgo a la ciudad en cuestión llenaron de zozobra a sus habitantes: escondieron su dinero y guardaron a las mujeres y niños en conventos; tenían el temor general que se realizaran saqueos como en las anteriores localidades que habían tomado. 
Hidalgo, queriendo evitar una masacre como la acontecida en Guanajuato, envió a sus emisarios. En la tarde del 31 de octubre bajaron, junto a una bandera blanca, dos comisionados de Hidalgo (Mariano Jiménez y Mariano Abasolo) para pedir la rendición realista de la ciudad. Venegas rechazó la apuesta, y les amenazó de dispararles en el caso de que no se fueran.
Se daba por hecho que, con la negativa de Venegas, el asalto a la Ciudad de México estaba próximo a empezar. Al día siguiente, el 1 de noviembre, muchas partidas insurgentes merodearon por San Ángel, San Agustín de las Cuevas y Coyoacán; sin embargo, el gran ejército nunca se movió de las proximidades (en Cuajimalpa).
El 2 de noviembre, para sorpresa de Venegas y de todos los habitantes de la Ciudad de México, los exploradores realistas llegaron con la noticia que el día anterior Hidalgo había ordenado la retirada del lugar y un retroceso hacia Toluca e Ixtlahuaca, posiblemente con dirección al Bajío. No existe un consenso entre los historiadores sobre la causa de su retirada: varios historiadores tienen opiniones sobre qué hizo a Hidalgo tomar esta decisión; lo único seguro es que, por su inminente encuentro, aquel era el último paso para una posible consumación de la guerra. 
A continuación se ilustran las distintas hipótesis sobre el motivo de la retirada:
- La proximidad de un encuentro militar con las fuerzas de Calleja, pues Hidalgo esperaba que no habría posibilidad de que no aceptaran la rendición.
- Otros historiadores afirman que de haberse tomado México, los insurgentes provocarían un saqueo mucho mayor al de Guanajuato, al que se vería sumada la plebe capitalina, y que la decisión del cura quiso evitar esto.
- Sin embargo, según Lucas Alamán, "aquel temor no podría caber en Hidalgo, pues el saqueo y el desorden era el medio esencial de la ejecución de su empresa".[36]
- Se tenía la hipótesis de que la Inquisición apresó a los hijos y a la viuda de su fallecido hermano, Manuel Hidalgo, y que Venegas había amenazado con degollarlos si los insurgentes avanzaban.[37]

De cualquier forma, varios jefes militares, especialmente Allende, estuvieron en contra de aquella retirada. En el camino de regreso, habían desertado casi la mitad de los hombres de su ejército, pues, según lo explica Alamán, «se habían agregado al ejército por el atractivo del pillaje en [Ciudad de] México».
El 7 de noviembre, luego de la retirada, Hidalgo fue vencido por el brigadier y capitán general de San Luis Potosí, Félix María Calleja, en la batalla de Aculco.

### Estancia en Guadalajara
Tras haber perdido a casi todo su ejército en la derrota acaecida en Aculco, del que apenas quedaron un puñado de seguidores que habían aprovechado los terrenos boscosos para desaparecer de la furia de las fuerzas realistas, Hidalgo y Allende decidieron separarse para continuar con la lucha. Los pocos efectivos que quedaban tras la desbandada general se pasaron al lado de Allende, quien regresó a toda prisa de vuelta a Guanajuato para reforzar la plaza ante la posible llegada de Calleja; en tanto que el párroco, acompañado de su secretario Ignacio López Rayón, su hermano, Mariano Hidalgo, y apenas unos cuantos hombres, regresaron de forma furtiva de vuelta a Valladolid. Durante su estancia en la capital de la intendencia michoacana, Hidalgo pudo reconstruir de vuelta su ejército hasta llegar a la cantidad de 7000 jinetes, 240 infantes, y varias piezas de artillería; así como también acumular la cantidad de 7,100 pesos para sus tropas. 
Durante estas diligencias, Hidalgo se enteró alrededor del 15 de noviembre que apenas unos días antes, el 11 de noviembre, la ciudad de Guadalajara, capital del reino de la Nueva Galicia, había caído a manos insurgentes bajo la dirección del jefe insurgente José Antonio "el Amo" Torres, siguiendo sus órdenes de extender la insurrección por toda la zona occidental del virreinato; desde donde le extendió al Generalísimo la invitación a trasladarse hacia allá y hacerse cargo de su gobierno. Pese a las protestas de Allende, quien le había escrito unos días antes aconsejándole que no hiciera tal cosa, Hidalgo abandonó Valladolid el 17 de noviembre y llegó a Guadalajara, en medio de una apoteósica recepción, el 26 de noviembre. El líder de la insurgencia fue recibido por el Amo Torres junto con el cabildo, la universidad y demás distintas autoridades que aún quedaban en la ciudad; en el acto, lo habían llamado con la dignidad de Alteza Serenísima, a lo que Hidalgo no ocultó su satisfacción por aquel trato. Tras haber oído un Te Deum en la catedral, Hidalgo se alojó en el Palacio de la Real Audiencia, donde se organizó una recepción, en la que apareció vestido de «alteza» (con una sotana galonada y una banda a través del pecho) y acompañado de dos muchachas, al tiempo que seguía recibiendo el besamano de todos los notables de la ciudad.
Durante su estadía en la capital novogalaica, Hidalgo dedicó ese tiempo para, acorde al fin principal del movimiento, dedicarse a la creación de un "gobierno nacional". Entre algunas de las medidas que realizó para llevar a cabo aquél objetivo, fueron la reorganización de la Real Audiencia, a la que nombró también como "nacional", además de realizar algunos nombramientos importantes entre sus colaboradores; ordenar a los reales mineros, ranchos y haciendas de las cercanías de la ciudad a remitir los fondos que tuvieran para allegarse de recursos económicos; y publicar diversos bandos, proclamas, manifiestos y decretos; muchos de los cuales buscaban explicar a la población los fines con que se realizaba la rebelión. Uno de los más célebres publicados durante aquél periodo de actividades fue el de la abolición de la esclavitud y supresión de los tributos, el 6 de diciembre. Durante ese tiempo, Hidalgo también comisionó al sacerdote Francisco Severo Maldonado para la edición y publicación del primer periódico insurgente en la Nueva España, El Despertador Americano, en una finca que hoy en día es conocida como la Casa de los Perros.
Allende, mientras tanto, se fortificó en la Alhóndiga de Granaditas, donde aún estaban algunos prisioneros españoles. Sin embargo, cuando se supo de la proximidad de Calleja y el intendente de Puebla, Manuel Flon, este ordenó la ejecución de los reos. Para el 25 de noviembre, las fuerzas conjuntas de Calleja y Flon habían finalmente recapturado de manos de la insurgencia la ciudad minera; por lo que Allende, Aldama y Jiménez se vieron en la necesidad de huir de ahí para finalmente reunirse con Hidalgo el 2 de diciembre.
Estando ya en Guadalajara, Allende y Aldama buscaron entrenar y disciplinar al nuevo ejército insurgente que se había formado en la ciudad; sin embargo, las demás tareas que los caudillos tenían en cuanto a la organización de un nuevo gobierno les absorbió demasiado tiempo. Durante la estancia en la ciudad, sin embargo, también se suscitaron abusos hacia la población por parte de los insurgentes que culminaron, nuevamente, en matanzas contra los españoles que tuvieron lugar a espaldas del antiguo hospital de Belén. En principio éstas se habían realizado en total discreción pero finalmente la noticia se supo, provocando el horror entre la población y algunos de los caudillos insurgentes, entre ellos Allende, quien llegó a barajar la posibilidad de envenenar al «bribón del cura», como llamaba a Hidalgo, con tal de ponerle fin a aquellos desmanes. Sin embargo, Severo Maldonado le persuadió de que no lo hiciera.

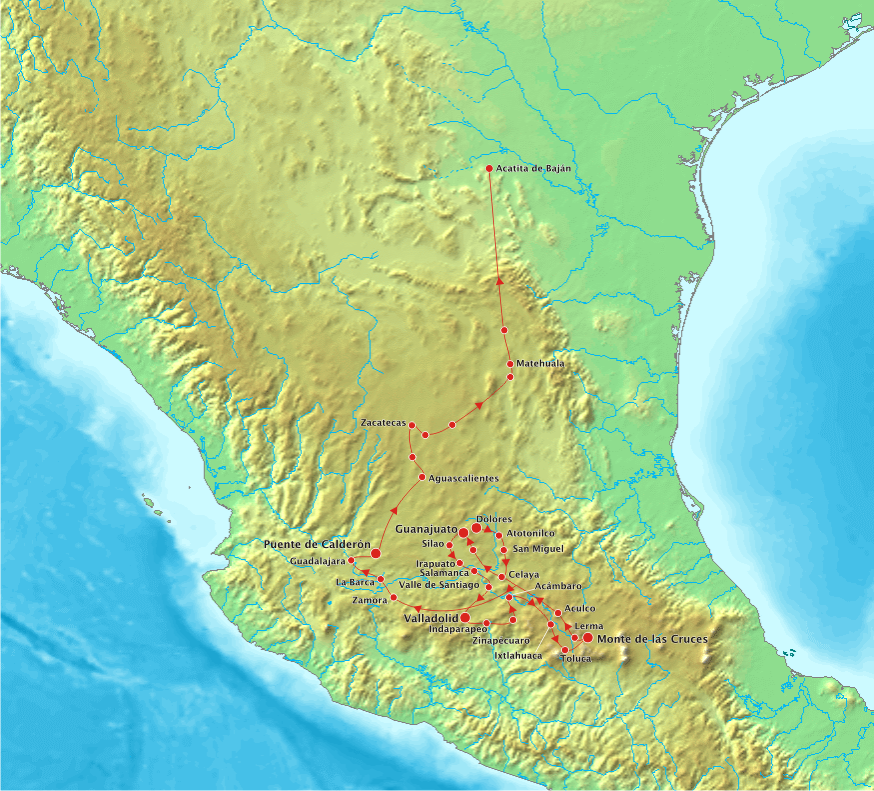
Mapa de la Campaña de Hidalgo.

Tras enterarse de que Calleja se aproximaba a Guadalajara, los altos mandos insurgentes celebraron una junta de guerra en donde se buscó trazar un plan de acción ante la inevitable llegada de las fuerzas realistas. La junta se dividió en dos opiniones opuestas: por un lado, Allende, Aldama y el resto de los caudillos con experiencia militar, proponían abandonar la ciudad y dividir el ejército en varias fracciones que se encargarían de hostigar al enemigo y podrían permitir la captura de otras ciudades como Querétaro o Zacatecas; por otro, Hidalgo, quien proponía salir y batirse contra el brigadier medinense, confiado en su superioridad numérica. A la larga, la voluntad del cura se impuso y los insurgentes abandonaron la ciudad el 14 de enero de 1811.

### Batalla de Puente de Calderón
Las tropas insurgentes llegaron a Zapotlanejo el 15 de enero, para luego el día 16 llegar y levantar el campamento en las cercanías del Puente de Calderón. Las fuerzas realistas, por su parte, arribaron horas más tarde en ese mismo día, encontrando ya el campamento insurgente levantado y dueño de diversas posiciones ventajosas para el inminente combate. Allende se encargó de dirigir los esfuerzos bélicos y organizar a las tropas para la batalla, en tanto que Hidalgo permaneció en la retaguardia, junto con la mayor parte de las fuerzas indisciplinadas. En las primeras horas de la mañana del 17 de enero comenzó la batalla, misma que se llegaría a extender por más de 6 horas y en que en varias ocasiones parecía que la situación sería favorable a los insurgentes.
El momento decisivo de la batalla, en que la suerte finalmente le fue adversa a las fuerzas de Hidalgo, ocurrió cuando Calleja ordenó suspender el fuego de sus cañones para poder atravesar con sus fuerzas el puente; lo que fue interpretado por los insurgentes como un momento de debilidad y ante ello, por orden de Allende, la artillería de los rebeldes arreció su ataque y disparó todas sus piezas al mismo tiempo, lo que provocó el inicio de un incendio que se extendió rápidamente por buena parte del terreno debido a la sequedad de los pastizales y cuyo humo provocó que les cortase la visibilidad a estos, debido al viento que soplaba. En medio de la confusión, se cuenta que una granada perdida cayó en uno de los carros de pólvora, propiedad de la tropa del Amo Torres, provocando una fuerte explosión que hirió a varios de los rebeldes, haciendo que estos huyeran en desbandada.
No obstante, estudios recientes han llegado a la conclusión de que el origen del siniestro que provocó la huida de los insurgentes fue porque estos no pusieron a salvo los cajones de cartuchos de cañón que se encontraban cerca de su artillería, y cuando las llamas del campo alcanzaron esos cajones, ocurrieron las explosiones que mataron e hirieron a muchos, haciendo que la disciplina insurgente se rompiera y comenzaran todos a huir. Ante ello, los caudillos se vieron obligados a escapar con rumbo a Aguascalientes, perdiendo en la derrota gran cantidad de dinero, armas y tropas, y quedando herida de muerte la primera etapa de la guerra de Independencia.

### Captura de Hidalgo
Luego de la derrota en Puente de Calderón, las diferencias entre Hidalgo y Allende, los principales jefes de la insurrección, parecían ya irreconciliables. Tras acordarlo con Aldama, Abasolo y el resto de los militares, se le exigió a Hidalgo renunciar al liderazgo del movimiento insurgente en la Hacienda de Pabellón, el 24 de enero, y que quedara Allende como el nuevo líder de la insurgencia. Luego de la mediación de Rayón, se acordó que el párroco seguiría con el mando político del movimiento, en tanto que todas las decisiones militares recaerían de ahora en adelante en Allende. No obstante, aquello solo era una mera formalidad, ya que en la práctica, Allende se convirtió en el nuevo líder de la insurgencia, mientras que Hidalgo fue reducido gradual y discretamente a la calidad de prisionero por parte de sus propios compañeros.
Estando en Saltillo, los insurgentes resolvieron emprender la huida a Estados Unidos, con el fin de conseguir armamento y nuevos reclutas para continuar la lucha. Justamente por aquellos días, Allende recibió comunicación de Ignacio Elizondo, quien los invitó a refugiarse en las norias de Acatita de Baján, situado en la frontera de Coahuila y Texas, entonces parte del virreinato novohispano. No obstante, desconocían que la contrainsurgencia en aquella zona había tenido éxito y habían logrado las autoridades virreinales del lugar convencer a Elizondo de la futilidad de la rebelión y lograron que se cambiara de bando y decidiera preparar una trampa para capturar a los líderes de la insurgencia. Antes de partir, Hidalgo y Allende nombraron a Rayón como el nuevo líder del movimiento.

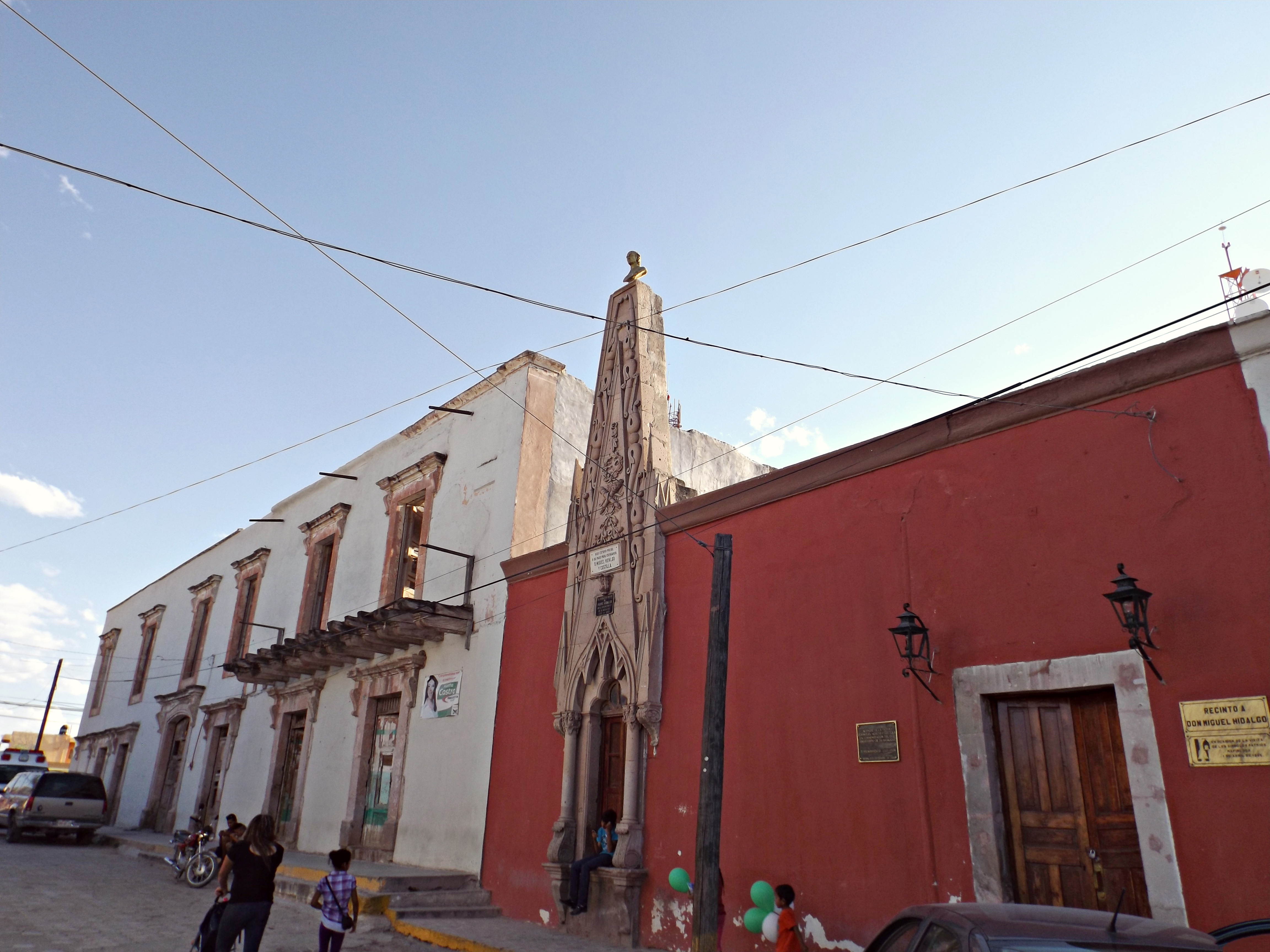
Prisión en Mapimi, Durango en donde fue encarcelado Miguel Hidalgo después de su captura.

El 21 de marzo, las fuerzas insurgentes llegaron a las norias para descansar un poco y seguir el camino hacia la Alta California. Primero llegó el contingente de Abasolo y sus soldados, quienes fueron capturados por los efectivos realistas. Poco después, y sin percatarse de la captura de Abasolo, Allende, su hijo Indalecio, Aldama y Jiménez bajaron de un coche escoltado por algunos capitanes. Tras ofrecerles algo de comer, fueron aprehendidos, pero Allende opuso resistencia y Elizondo mató a su hijo. Finalmente apareció Hidalgo, a caballo y escoltado por pocos hombres, cuya captura fue más sencilla que las anteriores realizadas.
Tras enlistar a todos los presos, Elizondo envió parte a la Ciudad de México y los reos fueron trasladados a Mapimi, Durango, para después ser enviados a Chihuahua, capital de la intendencia más cercana, donde serían puestos bajo el mando de Nemesio Salcedo, quien fungía como jefe militar del lugar, y se encargó de llevar sus causas criminales. Hidalgo y sus compañeros llegaron a Chihuahua el 25 de abril de 1811, y de inmediato comenzarían los preparativos para el juicio del cura y los demás caudillos. Salcedo comisionó una junta militar compuesta por Juan José Ruiz de Bustamante para las sumarias, y a Ángel Abella, administrador de correos, para las causas e interrogatorio que se le harían a Hidalgo; mismas que comenzaron el 7 de mayo. En cuanto a Elizondo, por sus acciones en la captura de los líderes insurgentes, fue premiado con el grado de coronel del Ejército Realista; pero años más tarde sería ejecutado a cuchilladas, cuando dormía a un lado del lecho del río San Marcos, en la provincia de Tejas, por el teniente Miguel Serrano, quien reconoció al hombre que traicionó a los primeros caudillos de la insurgencia.
Allende, Aldama y Jiménez fueron encontrados culpables del delito de alta traición, y se les condenó a muerte en ese mismo mes. Abasolo, por su parte, aportó datos adicionales sobre la insurgencia que permitieron llevar a cabo redadas donde se obtuvo material para contrarrestar el movimiento. Su colaboración, sumada a los esfuerzos de su mujer, lograron conmutar su condena a la de prisión perpetua en Cádiz, España, donde murió en 1816 de tuberculosis pulmonar. En tanto que Allende, Aldama y Jiménez fueron pasados por las armas por la espalda en la plazuela de la ciudad de Chihuahua el 26 de junio. Más tarde sus cuerpos fueron decapitados y sus cabezas puestas en sal, en preparación para su traslado. Hidalgo fue enterado de esta noticia la misma noche de la ejecución. Originalmente, a Hidalgo se le había sentenciado a morir el 26 de julio, pero la ejecución tuvo que ser aplazada para primero realizar los procesos que debían de despojarlo de su condición sacerdotal.

### Procesos inquisitorial y judicial

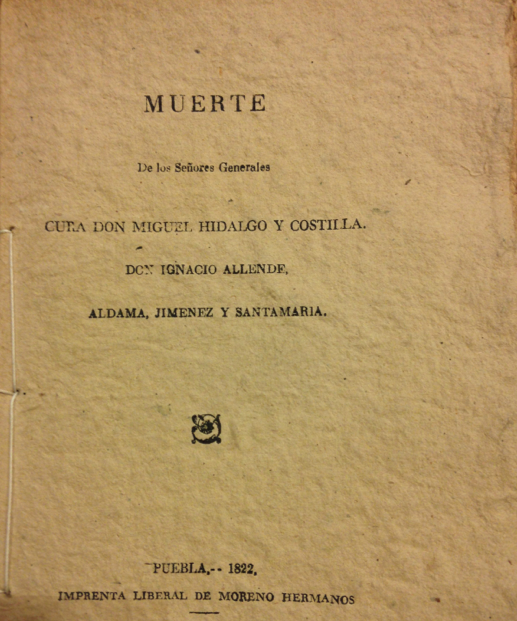
Portada de libro Juicio de Don Miguel Hidalgo y Costilla que contiene el desenlace del juicio de Miguel Hidalgo y Costilla. El documento es muy poco conocido porque fue una donación a la Biblioteca Gómez Morín del Instituto Tecnológico Autónomo de México.

Hidalgo, debido a su carácter sacerdotal, tuvo dos juicios: uno eclesiástico, ante el Tribunal de la Inquisición, y posteriormente, un juicio militar, ante el Tribunal de Chihuahua, que fue el que se encargó de condenarlo a muerte. El juicio inquisitorial llevaba abierto desde julio de 1800, por acusaciones de fray Joaquín Huesca, pero había sido archivado y no había sido vuelto a abrir sino hasta septiembre de 1810, cuando estalló el movimiento insurgente.
El 13 de octubre de 1810, el Tribunal de la Inquisición retomó las constancias del juicio inquisitorial y emplazó por edicto a Hidalgo para que pudiera defenderse ante las acusaciones que se le habían formulado. El edicto de emplazamiento tuvo como propósito informar a Hidalgo sobre diversas cuestiones. Primero, que tenía pendiente un proceso que se inició en 1800 y que había continuado hasta 1809; y segundo, que se le habían probado los delitos de herejía y apostasía; y que se le consideraba "sedicioso, cismático y hereje".  De igual modo, la Inquisición lo acusaba de tomar parte en la dirección del movimiento armado, así como "predicar errores contra la fe", e incitar a la sedición apoyándose en la religión, en nombre y devoción de María de Guadalupe y de Fernando VII. Dicho edicto citaba a Hidalgo a que compareciera en el término de treinta días y, en caso de no comparecer, se le seguiría la causa por rebeldía y se le excomulgaría a él y a sus seguidores. Igualmente, la Inquisición no tomaba en cuenta la impugnación realizada por Hidalgo y lo seguía considerando como excomulgado.
Mientras estos procesos tenían lugar, se le formó a Hidalgo un juicio militar cuya duración se extendería del 7 al 9 de mayo. Dicho tribunal se encontraba conformado por el coronel Manuel Salcedo, los tenientes coroneles Pedro Nicolás Terrazas, José Joaquín Ugarte y Pedro Nolasco Carrasco, el capitán Simón Elías González y el teniente Pedro Armendáriz, se encargó de cuestionar a Hidalgo sobre todo lo concerniente a los motivos de su insurrección. En los primeros interrogatorios que se le realizaron, Hidalgo confirmó su papel como el líder principal de la insurgencia tanto en lo político como en lo militar, hasta el momento en que se le obligó a entregar el mando a Allende, después de la derrota del Puente de Calderón. De acuerdo con sus declaraciones iniciales hechas ante sus jueces, él confesó haber levantado al ejército insurgente, al igual que proveerle de cañones, armas y municiones; del mismo modo, también admitió haber ordenado la acuñación de monedas y depuesto autoridades, europeas o criollas, que no accedían a seguirlo.

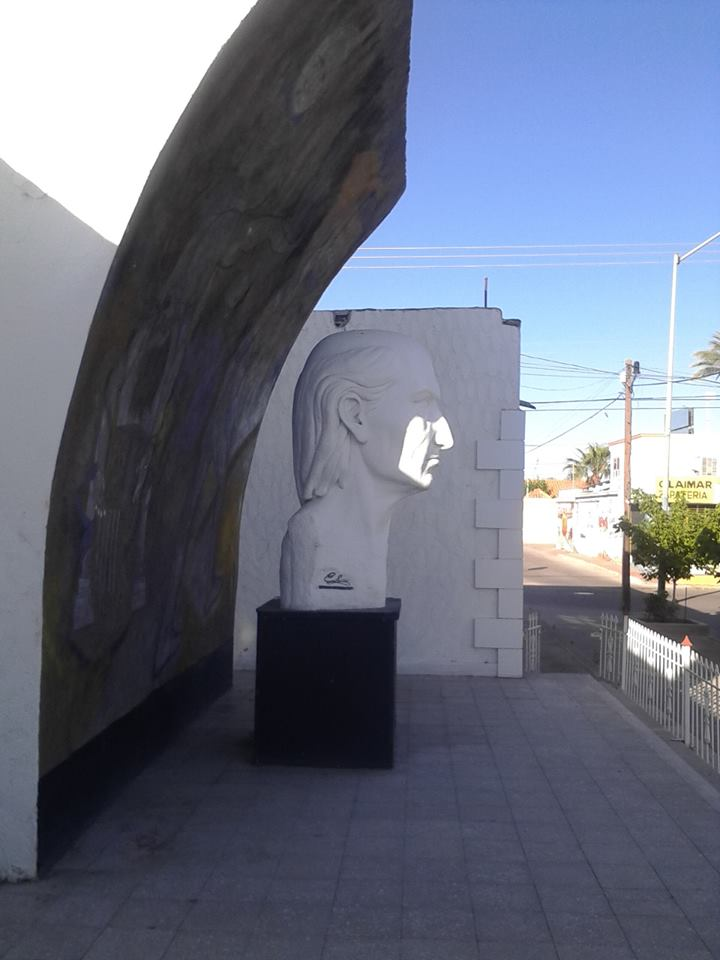
Monumento a Hidalgo en el lugar donde estuvo la cárcel que lo albergó en 1811 en San Pablo, Chihuahua (Hoy Cd. Meoqui)

El 8 de mayo de 1811, en una segunda declaración, Hidalgo fue cuestionado acerca de las causas para iniciar el movimiento insurgente y admitió el carácter precipitado del inicio de la insurrección debido a los acontecimientos referentes con la delación de los miembros de la conspiración de Querétaro. De igual modo, Hidalgo se hizo responsable de la causa independentista; pero siempre hizo el esfuerzo de separar los elementos religiosos de sus convicciones y actos personales durante los eventos de la rebelión, incluso reconociendo que no era posible conciliar sus actos con el Evangelio. Durante sus declaraciones, admitió que no predicó o ejerció su función eclesiástica, y que su única asociación con la religión fue el estandarte de la Virgen de Guadalupe que había tomado del santuario de Atotonilco. De igual modo, Hidalgo confesó ordenar la ejecución de españoles para complacer al ejército que estaba principalmente compuesto por el populacho, con el propósito de poner en marcha el movimiento; pues él no tenía control ante el movimiento popular desbordante.
Finalmente, en un último interrogatorio, se le preguntó acerca de las causas del movimiento para defender al reino ante la Invasión francesa; a lo que Hidalgo contestó que lo hizo con el fin de defender a su patria. Tras esos tres días de interrogatorios, Abella dio por cerrados los cuestionamientos, los cuales recopilaron un total de 43 preguntas.
Luego de hacer constatar a Hidalgo los cargos hechos por la Inquisición, un tribunal eclesiástico a cargo del canónigo Francisco Fernández Valentín, comisionado por el obispo de Durango; el cura de Chihuahua, José Mateo Sánchez Álvarez; fray Juan Francisco García, guardián del convento de San Francisco; fray José Tarrasa; así como la presencia de los jueces civiles Manuel Salcedo y Ángel Abella, y fray José María Rojas, en calidad de notario, se encargaron de llevar a cabo la degradación sacerdotal del antiguo párroco de Dolores. La sentencia de degradación fue llevada a cabo a las 6 de la mañana del día 29 de julio de 1811 en el corredor del Hospital Real de Chihuahua.
Para la ceremonia se puso un altar con un crucifijo en medio de dos cirios encendidos, y se permitió a los lugareños acudir a presenciar el acto. Tras haber preparado todo, Hidalgo fue sacado de la celda y llevado al corredor para luego quitarle los grilletes y proceder a vestirlo con el alzacuello, sotana y ornamentos sacerdotales como si fuese a dar misa. Luego, se le obligó a ponerse de rodillas. El comisionado, en compañía del juez, procedió a informar a los asistentes la causa de la degradación. Después, con un cuchillo raspó las manos y las yemas de los dedos del condenado en señal de despojo de los derechos a tomar la ostia para consagrar; para luego, cortarle el pelo y raspar la cabeza, en señal de remoción de su tonsura y con ello, su despojo total de su investidura sacerdotal. Una vez hecho eso, se entregó a Hidalgo a la autoridad militar para que pudiera ser ejecutado. Finalmente, el tribunal militar que lo juzgó con anterioridad lo señaló como reo de alta traición y pronunció la sentencia de muerte, misma que tendría lugar al día siguiente.

### Ejecución

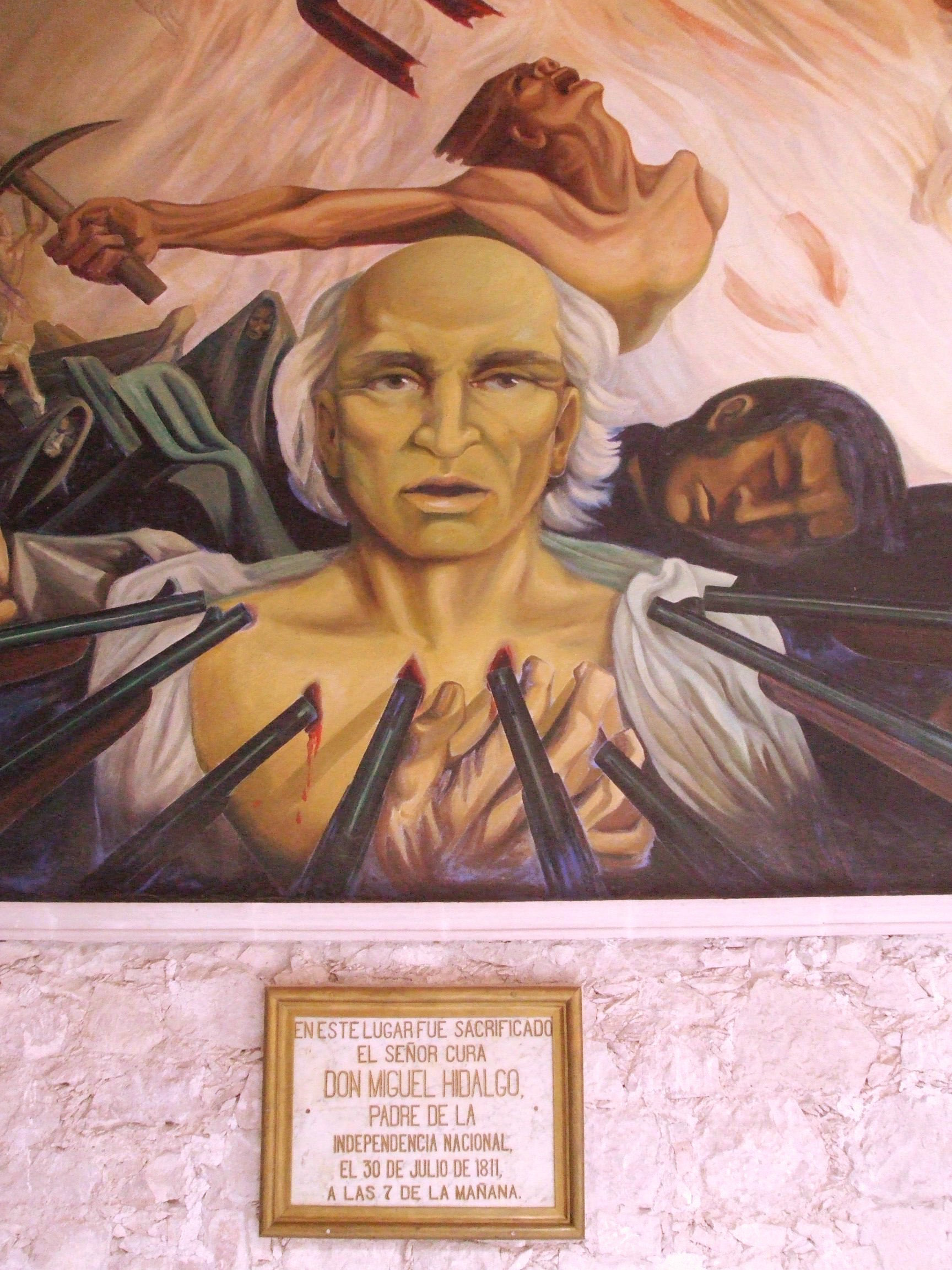
Sitio exacto del fusilamiento de Hidalgo: mural conmemorativo en el Palacio de Gobierno de Chihuahua.

El tiempo que duró su encarcelamiento y juicio, Hidalgo permaneció custodiado en el antiguo Colegio de los Jesuitas en Chihuahua (hoy siendo el actual Palacio de Gobierno de Chihuahua); el cual, tras la salida de aquella orden religiosa, había sido adaptado como cárcel y cuartel. El día antes de ser ejecutado, Hidalgo recibió los sacramentos de reconciliación y eucaristía por parte del cura Juan José Baca, quedando en comunión con la Iglesia Católica; dado que su discutida excomunión en realidad tuvo un propósito político. Además de que la Inquisición declararía que "no resultan méritos bastantes para absolver su memoria y fama, ni tampoco para  condenarla".
De igual modo, en su última noche, escribió una serie de versos de despedida en octosílabos para su carcelero Miguel Ortega, y para el alcaide Melchor Guaspe, agradeciendo las atenciones recibidas durante su tiempo en prisión. Dichos versos rezaban así:
Ortega, tu crianza fina,
tu índole y estilo amable,
siempre te harán apreciable,
aún con gente peregrina.

Tiene protección divina
la piedad que has ejercido
con un pobre desvalido
que mañana va a morir
y no puede retribuir
ningún favor recibido.

Melchor, tu buen corazón
ha adunado con pericia
lo que pide la justicia
y exige la compasión;
Das consuelo al desvalido
en cuanto te es permitido,
partes el postre con él
y agradecido Miguel
te da las gracias rendido.

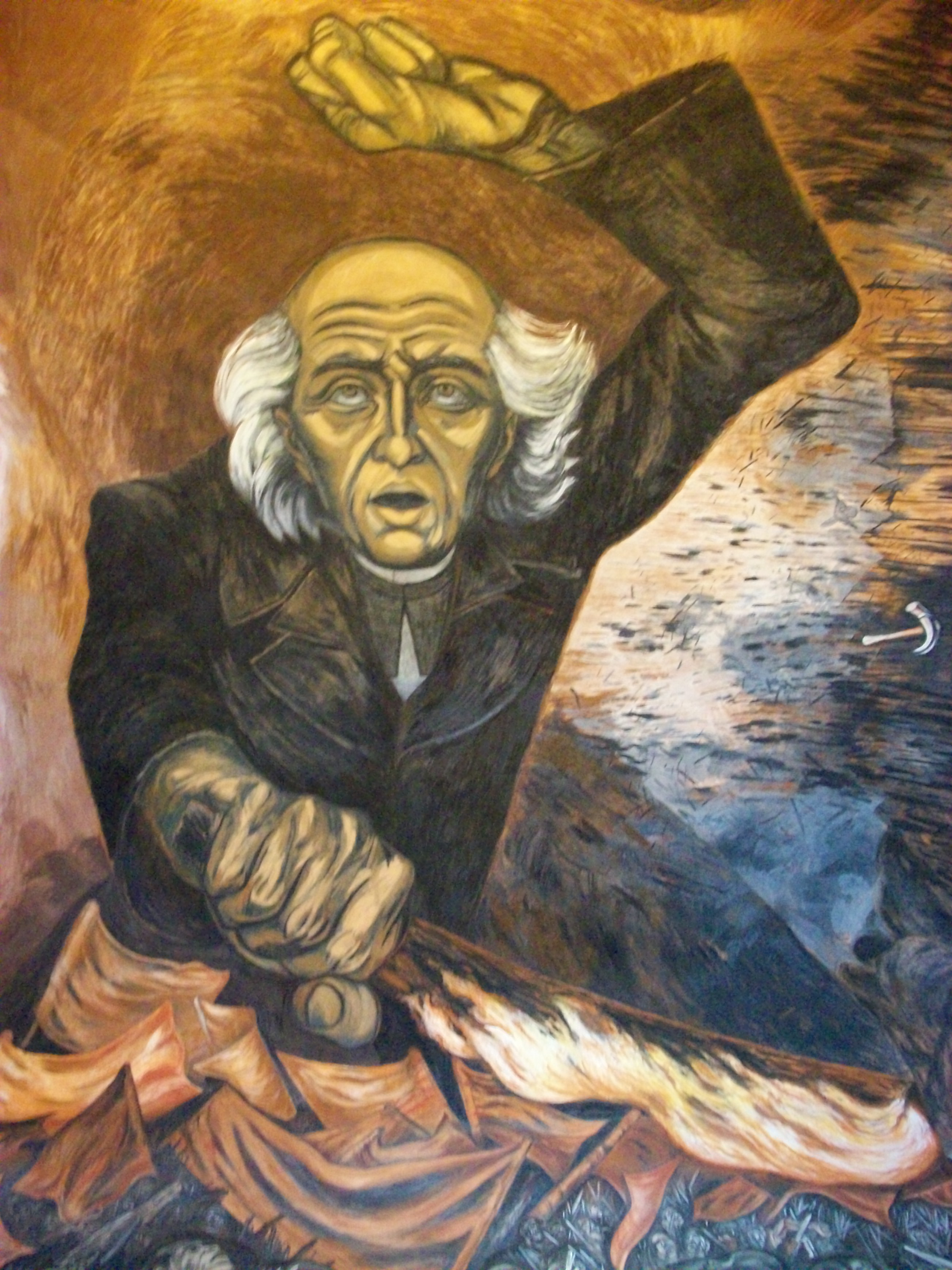
Hidalgo representado por José Clemente Orozco

Al amanecer del 30 de julio de 1811, alrededor de las 6 de la mañana, Hidalgo fue escoltado hasta el patio del recinto. En el camino, no obstante, recordó que había dejado en su celda unos dulces que la esposa de Ortega le había enviado y pidió que se los trajeran. Tras recibirlos, tomó uno y el resto lo repartió con el pelotón de fusilamiento. Finalmente, tras llegar al sitio designado, testigos cuentan que, antes de sentarse en el banquillo frente al pelotón, puso su mano derecha en el pecho, señalando su corazón y pronunció la siguiente frase: "La mano derecha que pondré sobre mi pecho, será, hijos míos, el blanco seguro a que habéis de dirigiros". Luego de una breve discusión, a Hidalgo se le permitió ser fusilado de frente y no por la espalda.
La ejecución de la sentencia finalmente ocurrió a las 7 de la mañana.  Una primera descarga hirió a Hidalgo en el vientre y roto un brazo, haciendo que se retorciera del dolor y provocando que se le cayera la venda que cubría sus ojos; en tanto que una segunda volvió a herirlo en el mismo sitio y provocando que salieran gruesas lágrimas de sus ojos. Luego de una tercera y poco exitosa descarga, que terminó por destrozarle el vientre y la espalda, se le dieron dos tiros de gracia disparados a quemarropa contra su corazón para acabar con su vida.
Al terminar la acción, se sacó el cuerpo de Hidalgo del patio, y se le dejó sentado en una silla de altura considerable, para que fuese exhibido al público en una plaza inmediata a modo de escarmiento, donde permaneció unas cuantas horas. Finalmente, su cadáver fue puesto sobre un tablón y se le dio la orden a un indio tarahumara, ante la presencia del coronel Salcedo, de cortarle la cabeza con un machete, misma que cayó de un solo tajo. Por lo que el jefe español le regaló al indígena un premio de 25 pesos en plata.

## Restos mortales
El cuerpo decapitado de Hidalgo fue enterrado en la capilla de San Antonio del templo de San Francisco de Asís, en la misma ciudad de Chihuahua; mientras que su cabeza fue enviada, junto con las de Allende, Aldama y Jiménez, con rumbo a Guanajuato, para ser colgadas en la alhóndiga de Granaditas, por ser el lugar de su primer triunfo, a modo de escarmiento a la población. El encargado de llevar los macabros trofeos de vuelta a la ciudad minera estuvo a cargo del alférez José Ignacio de la Cuesta. Finalmente, el 14 de octubre de 1811, fueron recibidas por el propio Calleja, según un informe que envió al Virrey Venegas.

Las cabezas fueron colocadas dentro de jaulas de hierro y fueron suspendidas de escarpias en los cuatro ángulos exteriores del gran edificio, en "competente altura" y al lado de ellas, en grandes placas de bronce, el apellido a quien pertenecía cada una de ellas. Después, por órdenes del intendente realista, Fernando Pérez Marañón, fue colocada una inscripción en la puerta de la alhóndiga que rezaba:
"Las cabezas de Miguel Hidalgo, Ignacio Allende, Juan Aldama y Mariano Jiménez, insignes facinerosos y primeros caudillos de la revolución, que saquearon y robaron los bienes del culto de Dios y del Real Erario; derramaron con la mayor atrocidad la inocente sangre de sacerdotes fieles y magistrados justos; fueron causa de todos los desastres, desgracias y calamidades que experimentamos, y que afligen y deploran los habitantes todos de esta parte tan integrante de la Nación Española.
Aquí clavadas por orden del Sr. Brigadier D. Félix María Calleja del Rey, ilustre vencedor de Aculco, Guanajuato y Calderón, y restaurador de la paz de esta América"
Estas permanecieron allí por un total de 10 años; desde el 14 de octubre de 1811, hasta el 28 de marzo de 1821, cuando fueron mandadas descolgar por órdenes de Anastasio Bustamante, que había ocupado la ciudad de Guanajuato en nombre del Ejército Trigarante, para luego ser sepultadas en el cementerio de San Sebastián.
Dos años después del triunfo del Plan de Iguala y la subsecuente consumación de la Independencia, el Congreso declaró a Hidalgo como "Padre de la Patria" y ordenó que su cuerpo y cabeza fuesen depositados, junto con otros héroes de la Independencia, en el Altar de los Reyes de la catedral metropolitana de la Ciudad de México, en el año de 1823. Finalmente, el 16 de septiembre de 1925, durante el gobierno de Plutarco Elías Calles, sus restos, así como los de sus compañeros, fueron trasladados en una ceremonia cívica desde la catedral hasta la Columna de la Independencia, donde fueron depositados en una cripta que se encuentra en el interior del monumento y en donde permanecen hasta el día de hoy.

## Legado

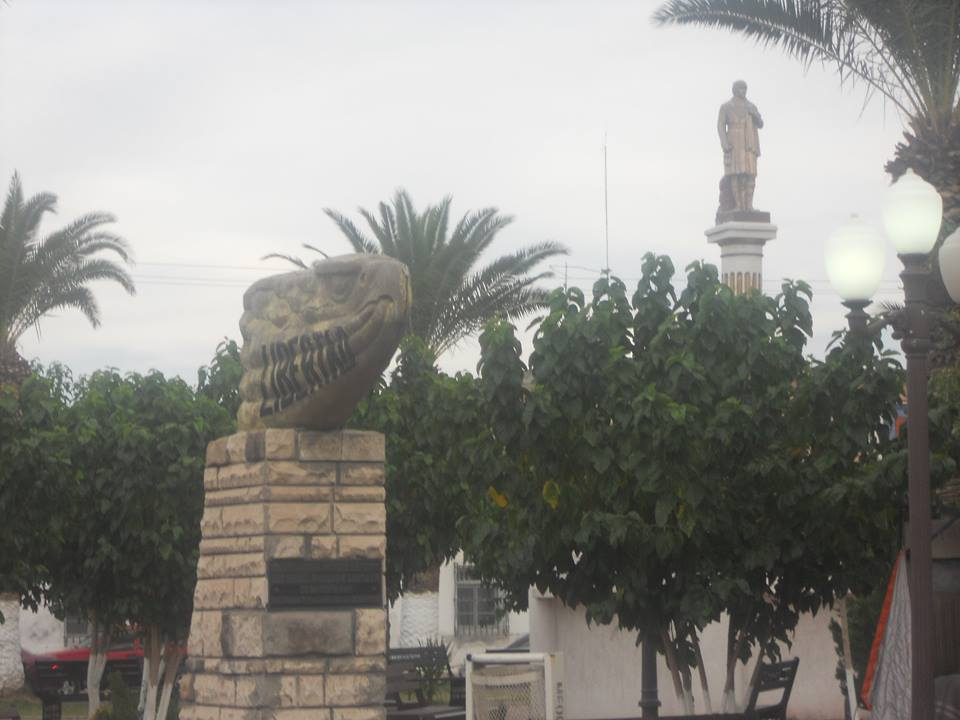
Plaza Don Miguel Hidalgo y ruta de la libertad, Cd. Meoqui, Chihuahua

### Lugares
Su nombre ha sido utilizado en diversas ocasiones para nombrar múltiples topónimos dentro de México. Algunos ejemplos de ello son los siguientes.
- En 1869 fue erigido en su honor el Estado de Hidalgo siendo su capital Pachuca.
- Demarcación territorial Miguel Hidalgo, demarcación territorial de la Ciudad de México.
- Ciudad Hidalgo (localidad del estado de Chiapas), Hidalgo del Parral (ciudad cabecera del municipio homónimo en Chihuahua), Ciudad Hidalgo (cabecera del municipio de Hidalgo de Michoacán), Zamora de Hidalgo (ciudad cabecera del municipio de Zamora en Michoacán), Poza Rica de Hidalgo (ciudad del norte del estado de Veracruz), Villa Hidalgo (localidad cabecera del municipio homónimo en Sonora).
- Dolores Hidalgo (municipio de Guanajuato) y Zacatepec de Hidalgo (municipio del sur del estado de Morelos).
- Estación Hidalgo del Metro de la Ciudad de México.
- El 16 de septiembre de 1810, llevando como estandarte a la virgen de Guadalupe, lanzó el llamado grito de Dolores que inició la gesta independentista.
- Acompañado de Allende, consiguió reunir un ejército formado por más de cuarenta mil personas.

### Billetes y monedas
Se ha utilizado la efigie de Hidalgo en los siguientes billetes:
- Billete de cien pesos de la familia AA. Emitido por el Banco de México (entre 1945 y 1973) e impreso por la American Bank Note Company.[68]
- Billete de diez pesos de la familia AA. Emitido e impreso por el Banco de México (entre 1969 hasta 1977).[69] Aparece junto a la campana de Dolores.
- Billete de mil pesos de la familia D1. Emitido e impreso por el Banco de México en 2004.
- Billete de mil pesos de la familia F. Emitido e impreso por el Banco de México (entre 2006 y 2013)
- Billete de doscientos pesos de la familia G (actualmente en curso). Emitido e impreso por el Banco de México desde 2019.[70] Aparece junto a la campana de Dolores y José María Morelos.

### Otros
- Universidad Michoacana de San Nicolás de Hidalgo, universidad en México.
- (944) Hidalgo, asteroide descubierto en 1920.[71]